# Persone di nome John/Vescovi cattolici
| Questa pagina contiene informazioni ricavate automaticamente dalle voci biografiche con l'ausilio del template Bio e di un bot. L'aggiornamento è periodico e automatico e ricostruisce completamente la pagina. Se manca una persona in questa lista, sei pregato di non aggiungerla, ma accertati piuttosto che la sua voce biografica contenga il template Bio e che i dati anagrafici siano correttamente compilati. Se il template Bio manca, inseriscilo tu stesso o, in alternativa, metti l'avviso {{tmp\|Bio}} che ne segnala la mancanza. Se i dati riportati sono sbagliati, correggi direttamente la voce biografica; le modifiche saranno visibili in questa lista entro pochi giorni. Per chiarimenti vedi il progetto antroponimi. La lista contiene solo le 51 persone che sono citate nell'enciclopedia e per le quali è stato implementato correttamente il template Bio. Pagina aggiornata al 6 ago 2025. |

Questa è una lista di persone presenti nell'enciclopedia che hanno il nome John e sono vescovi cattolici.

## A(2)
- Joy Alappat, vescovo cattolico indiano (Parappukkara, n. 1956)
- John Alcock, vescovo cattolico inglese (Beverley, n. 1430 - Wisbech Castle, † 1500)

## B(3)
- John Bale, vescovo cattolico, drammaturgo e storico inglese (Covehithe, n. 1495 - Canterbury, † 1563)
- John Oliver Barres, vescovo cattolico statunitense (Larchmont, n. 1960)
- John Balthasar Brungardt, vescovo cattolico statunitense (Salina, n. 1958)

## C(6)
- John Cameron, vescovo cattolico canadese (Saint Andrews, n. 1827 - Antigonish, † 1910)
- John Baptist Choi Deok-hong, vescovo cattolico sudcoreano (Daegu, n. 1902 - Daegu, † 1954)
- John Bosco Manat Chuabsamai, vescovo cattolico thailandese (Bang Nok Khwaek, n. 1935 - Amphoe Ban Pong, † 2011)
- John William Comber, vescovo cattolico e missionario statunitense (Lawrence, n. 1906 - Ossining, † 1998)
- John Dennis Corriveau, vescovo cattolico canadese (Zurich, n. 1941)
- John Patrick Crowley, vescovo cattolico britannico (Newbury, n. 1941)

## D(4)
- John Douglas Deshotel, vescovo cattolico statunitense (Basile, n. 1952)
- John Francis Doerfler, vescovo cattolico statunitense (Appleton, n. 1964)
- John Patrick Dolan, vescovo cattolico statunitense (San Diego, n. 1962)
- John Dubois, vescovo cattolico francese (Parigi, n. 1764 - New York, † 1842)

## E(2)
- John Adel Elya, vescovo cattolico libanese (Maghdousha, n. 1928 - Joun, † 2019)
- John England, vescovo cattolico irlandese (Cork, n. 1786 - Charleston, † 1842)

## F(1)
- John Thomas Folda, vescovo cattolico statunitense (Omaha, n. 1961)

## G(2)
- John Willem Nicolaysen Gran, vescovo cattolico norvegese (Bergen, n. 1920 - Parigi, † 2008)
- John de Gray, vescovo cattolico inglese (Norfolk - Poitou, † 1214)

## H(2)
- John Hedley, vescovo cattolico britannico (Morpeth, n. 1837 - Cardiff, † 1915)
- John Hsane Hgyi, vescovo cattolico birmano (Pyingadoe Mayanchaung, n. 1953 - Pathein, † 2021)

## I(1)
- John Curtis Iffert, vescovo cattolico statunitense (Du Quoin, n. 1967)

## K(5)
- John Baptist Kaggwa, vescovo cattolico ugandese (Bulenga, n. 1943 - Kampala, † 2021)
- John Richard Keating, vescovo cattolico statunitense (Chicago, n. 1934 - Roma, † 1998)
- John Keenan, vescovo cattolico scozzese (Glasgow, n. 1964)
- John Gregory Kelly, vescovo cattolico statunitense (Le Mars, n. 1956)
- John Francis Kinney, vescovo cattolico statunitense (Oelwein, n. 1937 - Saint Cloud, † 2019)

## L(4)
- John Marvin LeVoir, vescovo cattolico statunitense (Minneapolis, n. 1946)
- John Baptist Lee Keh-mien, vescovo cattolico taiwanese (Tainan Hsien, n. 1958)
- John Joseph Leibrecht, vescovo cattolico statunitense (Overland, n. 1930)
- John Lesley, vescovo cattolico scozzese (Kingussie, n. 1527 - Bruxelles, † 1596)

## M(6)
- John Gordon MacWilliam, vescovo cattolico e missionario inglese (Londra, n. 1948)
- John Magee, vescovo cattolico irlandese (Newry, n. 1936)
- John McAreavey, vescovo cattolico britannico (Drumnagally, n. 1949)
- John Joseph McDermott, vescovo cattolico statunitense (Red Bank, n. 1963)
- John Raymond McGann, vescovo cattolico statunitense (New York, n. 1924 - Rockville Centre, † 2002)
- John Mulagada, vescovo cattolico indiano (Marriveedu, n. 1937 - Eluru, † 2009)

## N(2)
- John Joseph Nevins, vescovo cattolico statunitense (New Rochelle, n. 1932 - Venice, † 2014)
- John Gerard Noonan, vescovo cattolico irlandese (Limerick, n. 1951)

## P(2)
- John Joseph Paul, vescovo cattolico statunitense (La Crosse, n. 1918 - La Crosse, † 2006)
- John Stephen Pazak, vescovo cattolico statunitense (Gary, n. 1946)

## Q(1)
- John Michael Quinn, vescovo cattolico statunitense (Detroit, n. 1945)

## R(1)
- John Rodgers, vescovo cattolico e missionario neozelandese (Upper Hutt, n. 1915 - Auckland, † 1997)

## S(2)
- John Steven Satterthwaite, vescovo cattolico australiano (Randwick, n. 1928 - Port Macquarie, † 2016)
- John Eric Stowe, vescovo cattolico statunitense (Amherst, n. 1966)

## T(5)
- John Edward Taylor, vescovo cattolico statunitense (East St. Louis, n. 1914 - Stoccolma, † 1976)
- John Thattumkal, vescovo cattolico indiano (Arthunkal, n. 1950)
- John Joale Tlhomola, vescovo cattolico lesothiano (Pulane Ha Mosiuoa, n. 1966)
- John Thomas Toohey, vescovo cattolico australiano (Glebe, n. 1905 - Maitland, † 1975)
- John Ahern Torpie, vescovo cattolico australiano (Gympie, n. 1910 - Brisbane, † 2000)